# اما مرسک
اِما مرسک (به انگلیسی: Emma Mærsk) یک کشتی کانتینری از نوع کشتی کانتینری کلاس-E متعلق به گروه ای‌پی مولر-مِرسک است که طول آن ۳۹۷ متر (۱٬۳۰۲ فوت) می‌باشد. 
این کشتی در سال ۲۰۰۶ به آب انداخته شد و به یاد اِما، همسر درگذشتهٔ مِرسک مولر نام‌گذاری شده‌است.
ابن کشتی رسماً ۱۱٬۰۰۰ واحد معادل بیست پا (کانتینر) حمل می‌کند.